# Enver Bayezit
Enver Bayezit (* 15. September 1993 in Gevaş) ist ein türkischer Fußballspieler.

## Karriere
Bayezit begann sein Vereinsfußballkarriere 2006 in der Jugend von Gürpınar SK. 2007 wechselte er in die Jugend von İstanbulspor, kehrte aber bereits nach einem Jahr zu Gürpınar zurück.
Zum Sommer 2011 wechselte er als Profispieler zum Drittligisten Fethiyespor. Die Saison 2012/13 beendete er mit seiner Mannschaft dem Playoffsieg der TFF 2. Lig und stieg dadurch in die TFF 1. Lig auf.

## Erfolge
Mit Fethiyespor
- Playoffsieger der TFF 2. Lig: 2012/13
- Aufstieg in die TFF 1. Lig: 2012/13